# Ratio de Sortino
Le ratio de Sortino mesure le rendement ajusté au risque d'un actif d'investissement, d'un portefeuille ou d'une stratégie. Il s'agit d'une modification du ratio de Sharpe, mais il pénalise uniquement les rendements inférieurs à un objectif spécifié par l'utilisateur ou à un taux de rendement requis, tandis que le ratio de Sharpe pénalise de manière égale la volatilité à la hausse et à la baisse. Bien que ces deux ratios mesurent le rendement ajusté au risque d'un investissement, ils le font de manière sensiblement différente, ce qui conduit souvent à des conclusions divergentes quant à la véritable nature de l'efficacité de l'investissement à générer du rendement.
Le ratio de Sortino est utilisé comme moyen de comparer la performance ajustée au risque de programmes présentant des profils de risque et de rendement différents. En général, les rendements ajustés au risque cherchent à normaliser le risque entre les programmes, puis à déterminer lequel présente l'unité de rendement la plus élevée par rapport au risque.

## Définition
Le ratio {\displaystyle S} est calculé comme suit
{\displaystyle S={\frac {R-T}{DR}}} ,
où {\displaystyle R} est le rendement moyen réalisé de l'actif ou du portefeuille, {\displaystyle T} est le taux de rendement cible ou requis pour la stratégie d'investissement considérée (initialement appelé « rendement minimum acceptable » ou « MAR ») et {\displaystyle DR} est la semi-déviation cible (racine carrée de la semi-variance cible), appelée « déviation à la baisse ». {\displaystyle DR} est exprimé en pourcentage et permet donc un classement de la même manière que l'écart type standard.
Une façon intuitive d'appréhender le risque de baisse est l'écart type annualisé des rendements inférieurs à l'objectif. Une autre méthode consiste à calculer la racine carrée de la moyenne pondérée des rendements inférieurs à l'objectif. La mise au carré des rendements inférieurs à l'objectif a pour effet de pénaliser les échecs à un taux quadratique. Cela correspond aux observations faites sur le comportement des individus face à l'incertitude.
{\displaystyle DR={\sqrt {\int _{-\infty }^{T}(T-r)^{2}f(r)\,dr}}}
Ici
{\displaystyle DR} = écart à la baisse ou (communément appelé dans le milieu financier) « risque de baisse » (par extension, {\displaystyle DR^{2}} = variance à la baisse),
{\displaystyle T} = le rendement annuel cible, initialement appelé rendement minimum acceptable « MAR »,
{\displaystyle r} = la variable aléatoire représentant le rendement pour la distribution des rendements annuels {\displaystyle f(r)}, et
{\displaystyle f(r)} = la distribution pour les rendements annuels, par exemple la distribution log-normale.
Pour les raisons exposées ci-dessous, cette formule « continue » est préférable à une version « discrète » plus simple qui détermine l'écart type des rendements périodiques inférieurs à l'objectif pris à partir de la série de rendements.
1. La forme continue permet d'effectuer tous les calculs ultérieurs à partir des rendements annuels, ce qui est la manière naturelle pour les investisseurs de préciser leurs objectifs d'investissement. La forme discrète nécessite des rendements mensuels afin de disposer de suffisamment de points de données pour effectuer un calcul significatif, ce qui nécessite de convertir l'objectif annuel en un objectif mensuel. Cela a une incidence significative sur le niveau de risque identifié. Par exemple, un objectif de rendement de 1 % chaque mois pendant un an entraîne un risque plus élevé qu'un objectif apparemment équivalent de rendement de 12 % en un an.
2. Une deuxième raison de préférer fortement la forme continue à la forme discrète a été proposée par Sortino & Forsey (1996) :

« Avant d'effectuer un investissement, nous ne savons pas quel sera le résultat... Une fois l'investissement effectué, lorsque nous voulons mesurer sa performance, tout ce que nous savons, c'est quel a été le résultat, et non quel aurait pu être le résultat. Pour faire face à cette incertitude, nous supposons une estimation raisonnable de la fourchette des rendements possibles, ainsi que les probabilités associées à l'estimation de ces rendements... En termes statistiques, la forme de [cette] incertitude est appelée distribution de probabilité. En d'autres termes, le simple fait d'examiner les valeurs mensuelles ou annuelles discrètes ne permet pas de se faire une idée complète de la situation. »

L'utilisation des points observés pour créer une distribution est un élément essentiel de la mesure conventionnelle de la performance. Par exemple, les rendements mensuels sont utilisés pour calculer la moyenne et l'écart type d'un fonds. À partir de ces valeurs et des propriétés de la distribution normale, nous pouvons faire des déclarations telles que la probabilité de perdre de l'argent (même si aucun rendement négatif n'a été observé) ou la fourchette dans laquelle se situent les deux tiers de tous les rendements (même si les rendements spécifiques identifiant cette fourchette ne se sont pas nécessairement produits). Notre capacité à faire ces déclarations provient du processus qui consiste à supposer la forme continue de la distribution normale et certaines de ses propriétés bien connues.
Dans la théorie postmoderne du portefeuille, un processus analogue est suivi.
1. Observez les rendements mensuels.
2. Ajustez une distribution qui permet l'asymétrie des observations.
3. Annualisez les rendements mensuels, en veillant à conserver les caractéristiques de forme de la distribution.
4. Appliquez le calcul intégral à la distribution obtenue pour calculer les statistiques appropriées.

À titre de mise en garde, certains praticiens ont pris l'habitude d'utiliser des rendements périodiques discrets pour calculer le risque de baisse. Cette méthode est incorrecte sur le plan conceptuel et opérationnel et va à l'encontre des statistiques fondamentales de la théorie postmoderne du portefeuille telle que développée par Brian M. Rom et Frank A. Sortino.

## Utilisation
Le ratio de Sortino est utilisé pour évaluer les rendements ajustés au risque d'un portefeuille par rapport à un objectif d'investissement en utilisant le risque de baisse. Il est analogue au ratio de Sharpe, qui évalue les rendements ajustés au risque par rapport au taux sans risque en utilisant l'écart type. Lorsque les distributions de rendement sont presque symétriques et que le rendement cible est proche de la médiane de la distribution, ces deux mesures produisent des résultats similaires. À mesure que l'asymétrie augmente et que les objectifs s'écartent de la médiane, on peut s'attendre à des résultats très différents.
Le ratio de Sortino peut également être utilisé dans le trading. Par exemple, chaque fois que vous souhaitez obtenir une mesure de performance pour votre stratégie de trading sur un actif, vous pouvez calculer le ratio de Sortino afin de comparer la performance de votre stratégie à celle de toute autre stratégie. 
Les praticiens qui utilisent un écart type partiel inférieur (LPSD) au lieu d'un écart type standard ont également tendance à utiliser le ratio de Sortino au lieu du ratio de Sharpe.